# Margarethe von Winterfeldt
Sophie Margarethe von Winterfeldt, eigentlich Margarete (* 23. Januar 1902 in Berlin; † 7. Oktober 1978 ebenda), war eine erblindete Konzertsängerin und Gesangspädagogin.

## Leben und Leistungen
Von Winterfeldt war eine Enkelin des Generals Rudolf von Winterfeldt. Ihre Eltern waren der preußische Generalleutnant Hans von Winterfeldt (* 29. März 1862) und dessen Ehefrau Karoline von Bohlen und Halbach (* 2. August 1872). Der Generalmajor Detlof von Winterfeldt war ihr Onkel.
Sie arbeitete als Hochschullehrerin an den Musikhochschulen Freiburg und Berlin. In Berlin leitete Margarethe von Winterfeldt bis zuletzt auch ein eigenes Gesangsstudio.
Bekannt wurde sie insbesondere als Lehrerin des später weltbekannten Tenors Fritz Wunderlich, der bei ihr von 1950 bis 1955 in Freiburg seine Gesangsausbildung erhielt. Weitere Schüler von ihr waren u. a. Herrad Wehrung, Roland Hermann und Liat Himmelheber.